# 特里烏祖訥河
特里烏祖訥河（法語：Triouzoune，法語發音：[tʁijuzun]）是法國的河流，位於該國中南部，屬於多爾多涅河的右支流，河道全長50.5公里，流域面積130平方公里，平均流量每秒1.76立方米，發源自圣叙尔皮斯莱布瓦，河口處在讷维克和塞朗东之間。

## 外部連結
- http://www.geoportail.fr （页面存档备份，存于）
- The Triouzoune at the Sandre database （页面存档备份，存于）